# Tom Sandberg
Tom Sandberg (Mo i Rana, 6 augustus 1955) is een Noors noordse combinatieskiër.

## Carrière
Sandberg nam in 1976 voor de eerste maal deel aan de Olympische Winterspelen en behaalde toen een achtste plaats. Vier jaar later viel Sandberg met een vierde plaats net buiten het podium. Tijdens de wereldkampioenschappen in 1982 in eigen land won Sandberg de wereldtitel individueel en de bronzen medaille op de estafette. Sandberg behaalde zijn grootste successen in het seizoen 1983-1984, Sandberg won het allereerste wereldbekerklassement, olympisch goud in Sarajevo en de wereldtitel op de niet olympische estafette.

## Belangrijkste resultaten

### Olympische Winterspelen
| Editie | Plaats      | Resultaten     |
| ------ | ----------- | -------------- |
| 1976   | Innsbruck   | 8e individueel |
| 1980   | Lake Placid | 4e individueel |
| 1984   | Sarajevo    | individueel    |

### Wereldkampioenschappen noordse combinatie
| Jaar | Plaats      | Resultaten              |
| ---- | ----------- | ----------------------- |
| 1976 | Innsbruck   | 8e individueel          |
| 1980 | Lake Placid | 4e individueel          |
| 1982 | Oslo        | individueel · estafette |
| 1984 | Rovaniemi   | estafette               |